# Zalew Kielecki
Zalew Kielecki – zbiornik wodny położony w północnych Kielcach, na pograniczu Piasek i Szydłówka. Wybudowany został na rzece Silnicy w latach 1948-1956.

## Położenie
Zalew Kielecki znajduje się w północnych Kielcach, na pograniczu Piasek i Szydłówka. Od południa ograniczony jest ulicą Jesionową, która jest fragmentem drogi krajowej nr 74. Na wschód znajduje się zabudowa przy ulicy Klonowej, natomiast zabudowa na zachód ulicy, w tym cmentarz, znajduje się przy ulicy Zagnańskiej. Od północny ograniczony jest lasami znajdującymi się nad Silnicą.

## Historia
Budowę sztucznego zbiornika wodnego na rzece Silnicy rozpoczęto w 1948 roku i trwało 6 lat. Mimo otwarcia zalewu i spiętrzenia wody w 1954 roku, już po roku wody w nim nie było, co było spowodowane prawdopodobnie katastrofą budowlaną. Prace remontowe zakończyły się 1 września 1956 roku, choć wodę zaczęto spiętrzać dwa miesiące wcześniej. Mimo ambitnych planów, obecnie zbiornik nie pełni znaczących funkcji turystycznych, czy rekreacyjnych. W zalewie nie można się kąpać, ponieważ jest on zanieczyszczony. Przyczyną zanieczyszczenia może być przedostawanie się ścieków z nieopodal położonego cmentarza na Piaskach lub wylewanie do rzeki powyżej zalewu ścieków pochodzących z gospodarstw domowych. Co jakiś czas pojawiają się propozycje na zamienienie Zalewu Kieleckiego w jedną z wizytówek miasta, jednak wciąż brakuje na to środków.

## Komunikacja miejska
W niedalekiej odległości od zalewu przystanki znajdują się na ulicach Klonowej, Jesionowej i Zagnańskiej. Dojazd do tych przystanków jest możliwy autobusami linii 4, 5, 7, 12, 23, 33, 34, 36, 50, 51, 112, 114 i N2.